# Coupe d'Italie de football 1966-1967
Navigation
Coupe d'Italie 1965-1966 Coupe d'Italie 1967-1968
La Coupe d'Italie de football 1966-1967, est la 20e édition de la Coupe d'Italie.

## Déroulement de la compétition

### Participants

#### Serie A (D1)
Les 18 clubs de Serie A sont engagés en Coupe d'Italie.

#### Serie B (D2)
Les 20 clubs de Serie B sont engagés en Coupe d'Italie.

### Calendrier
| Phase              | Tour          | Dates                        |
| ------------------ | ------------- | ---------------------------- |
| Phase préliminaire | 1er tour      | 3 - 4 - 7 septembre 1966     |
| Phase préliminaire | Tour spécial  | 28 septembre 1966            |
| Phase préliminaire | 2e tour       | 2 novembre - 4 décembre 1966 |
| Phase préliminaire | 3e tour       | 15 février - 1er mars 1967   |
| Phase finale       | 1/4 de finale | 4 mai - 4 juin 1967          |
| Phase finale       | 1/2 finales   | 7 juin 1967                  |
| Phase finale       | Finale        | 14 juin 1967                 |

## Résultats

### Premier tour
| Division     | Club             | Score      | Club                 | Division     |
| ------------ | ---------------- | ---------- | -------------------- | ------------ |
| Serie B (D2) | Alexandrie US    | 0 - 1      | AC Torino            | Serie A (D1) |
| Serie B (D2) | US Arezzo        | 1 - 0      | US Cagliari          | Serie A (D1) |
| Serie B (D2) | CC Catane        | 0 - 1      | SS Lazio             | Serie A (D1) |
| Serie B (D2) | US Catanzaro     | 1 - 3      | US Foggia & Incedit  | Serie A (D1) |
| Serie B (D2) | US Livourne      | 0 - 0 a.p. | AC Lanerossi Vicence | Serie A (D1) |
| Serie B (D2) | Modène FC        | 1 - 1 a.p. | SPAL                 | Serie A (D1) |
| Serie B (D2) | AC Novare        | 1 - 4      | AC Lecco             | Serie A (D1) |
| Serie B (D2) | AC Padoue        | 2 - 1 a.p. | AC Venise            | Serie A (D1) |
| Serie B (D2) | US Palerme       | 2 - 2 a.p. | AS Rome              | Serie A (D1) |
| Serie B (D2) | Pise SC          | 0 - 3      | Milan AC             | Serie A (D1) |
| Serie B (D2) | AC Reggiana      | 1 - 0 a.p. | AC Mantoue           | Serie A (D1) |
| Serie B (D2) | AS Reggina       | 0 - 1 a.p. | ACR Messine          | Serie B (D2) |
| Serie B (D2) | US Salernitana   | 1 - 0 a.p. | Potenza SC           | Serie B (D2) |
| Serie B (D2) | UC Sampdoria     | 1 - 0      | Genoa CFC            | Serie B (D2) |
| Serie B (D2) | Savone FBC       | 0 - 1 a.p. | Juventus FC          | Serie A (D1) |
| Serie B (D2) | Varèse FC        | 4 - 1      | Atalanta BC          | Serie A (D1) |
| Serie B (D2) | AC Hellas Vérone | 1 - 0      | AC Brescia           | Serie A (D1) |

### Tour spécial
| Division     | Club        | Score | Club             | Division     |
| ------------ | ----------- | ----- | ---------------- | ------------ |
| Serie B (D2) | AC Reggiana | 1 - 0 | AC Hellas Vérone | Serie B (D2) |

### Deuxième tour
| Division     | Club                | Score               | Club                 | Division     |
| ------------ | ------------------- | ------------------- | -------------------- | ------------ |
| Serie A (D1) | US Foggia & Incedit | 0 - 3               | AC Lanerossi Vicence | Serie A (D1) |
| Serie A (D1) | Juventus FC         | 3 - 0               | US Arezzo            | Serie B (D2) |
| Serie A (D1) | SS Lazio            | 0 - 2               | AC Lecco             | Serie A (D1) |
| Serie A (D1) | Milan AC            | 5 - 2 a.p.          | Modène FC            | Serie B (D2) |
| Serie B (D2) | AC Padoue           | 3 - 2               | US Palerme           | Serie B (D2) |
| Serie B (D2) | UC Sampdoria        | 1 - 0               | US Salernitana       | Serie B (D2) |
| Serie A (D1) | AC Torino           | 4 - 0               | ACR Messine          | Serie B (D2) |
| Serie B (D2) | Varèse FC           | 0 - 0 a.p., 7-6 tab | AC Reggiana          | Serie B (D2) |

### Troisième tour
| Division     | Club         | Score               | Club                 | Division     |
| ------------ | ------------ | ------------------- | -------------------- | ------------ |
| Serie A (D1) | Juventus FC  | 5 - 2 a.p.          | AC Lanerossi Vicence | Serie A (D1) |
| Serie A (D1) | Milan AC     | 4 - 2               | AC Torino            | Serie A (D1) |
| Serie B (D2) | AC Padoue    | 3 - 0               | Varèse FC            | Serie B (D2) |
| Serie B (D2) | UC Sampdoria | 1 - 1 a.p., 3-4 tab | AC Lecco             | Serie A (D1) |

### Quarts de finale
| Division     | Club              | Score               | Club          | Division     |
| ------------ | ----------------- | ------------------- | ------------- | ------------ |
| Serie A (D1) | Bologne FC        | 1 - 1 a.p., 4-5 tab | Juventus FC   | Serie A (D1) |
| Serie A (D1) | FC Internazionale | 1 - 0               | AC Fiorentina | Serie A (D1) |
| Serie A (D1) | AC Lecco          | 1 - 2               | Milan AC      | Serie A (D1) |
| Serie B (D2) | AC Padoue         | 2 - 1 a.p.          | SSC Naples    | Serie A (D1) |

### Demi-finales
| Division     | Club        | Score      | Club              | Division     |
| ------------ | ----------- | ---------- | ----------------- | ------------ |
| Serie A (D1) | Juventus FC | 1 - 2 a.p. | Milan AC          | Serie A (D1) |
| Serie B (D2) | AC Padoue   | 3 - 2      | FC Internazionale | Serie A (D1) |

### Finale
| Division     | Club     | Score | Club      | Division     |
| ------------ | -------- | ----- | --------- | ------------ |
| Serie A (D1) | Milan AC | 1 - 0 | AC Padoue | Serie B (D2) |